# Elendil
Elendil Vysoký nebo Elendil Věrný je literární postavou ve fantasy příbězích J. R. R. Tolkiena v knihách Pán prstenů, Nedokončené příběhy a Silmarillion. Byl posledním pánem Andúnië a prvním králem Arnoru a Gondoru. Je otcem Anáriona a Isildura.

## Život
Elendil se narodil v roce 3119 druhého věku v ostrovní říši Númenor, jako syn Amandila, pána Andúnië a vůdce "Věrných" (ti, kdo zůstali věrní božstvům Valar), kteří udržují silná přátelství s elfy a drží se starých způsobů boje proti praktikám Ar-Pharazôna a Saurona. V jazyce elfů quenijšitně znamená jméno Elendil "Přítel elfů" či "Milovník hvězd".
Elendil, jeho synové Isildur a Anárion a jejich podporovatelé uprchli do Středozemě po pádu a zkáze Númenoru. Elendil se svou lodí přistál v Lindonu na západě Středozemě, kde se ho ujal Gil-Galad, velekrál Elfů, zatímco lodě Isildura a Anáriona zanesly vlny moře na jih Středozemě do zátoky Belfalas a k ústí velké řeky Anduiny.
Založili ve Středozemi dvě říše Arnor a Gondor, a to roku 3320 druhého věku. S sebou si vzali Vidoucí kameny, Palantíry, které byly darovány pánům Andúnië elfy z Tol Eressëy, a semenáček Nimlothu, Bílého stromu Númenoru.
V díle Nedokončené příběhy je vysvětleno, že po přistání ve Středozemi prohlásil Elendil v řeči elfů: "Et Eärello Endorenna utúlien. Sinome maruvan ar Hildinyar tenn' Ambar-metta!", což znamená "Z Velkého moře do Středozemě já přišel jsem. Zde budu setrvávat já a moji dědici do skonání světa." Jeho dědic Aragorn pronesl totožná slova při své korunovaci krále Gondoru.
Elendil žil a vládl v Arnoru, kde založil město Annúminas. Jeho synové žili v Gondoru, kde založili několik měst. Anárion založil město Minas Anor v Anórienu a Isildur založil Minas Ithil v Ithilienu. Navíc přímo na velké řece Anduině nechali postavit město Osgiliath, které učinili hlavním městem Gondoru. Napříč říší nechali vystavět i věže pro ukrytí Vidoucích kamenů, Palantírů.
Jak bylo vysvětleno v prvním díle trilogie Pán Prstenů - Společenstvo prstenu, temný pán Sauron se nakonec vrátil do Středozemě, kde zřídil pevnost v Mordoru, zemi sousedící s Gondorem. Roku 3428 Sauron zaútočil na Ithilien a obsadil Minas Ithil. Poté Isildur utekl na sever do Arnoru ke svému otci, zatímco Anárionon nadále čelil útokům na Gondor. V roce 3434 se Elendil a Isildur vrátili na jih společně s velekrálem elfů Gil-Galadem, se kterým uzavřeli Poslední spojenectví elfů a lidí. Sauronova vojska porazili v bitvě na pláni Dagorlad a následně po dobu sedmi let obléhali pevnost Barad-dûr. Během obléhání byl zabit Anárion. V roce 3441 druhého věku se do bitvy osobně zapojil Sauron. Gil-Galad i Elendil s ním bojovali, ale oba byli Sauronem zabiti a Elendilův meč Narsil byl Sauronem zlomen. Poté sám Isildur použil otcův zlomený meč, usekl Sauronovi prst s Jedním prstenem přímo z ruky a Sauronův duch uprchl.
Symbolem Elendila byl Bílý strom Nimloth se sedmi hvězdami nad ním (hvězdy představují sedm z devíti lodí, které unikly zničení Númenoru a které nesly Palantíry) a nad nimi stříbrná koruna. Tento znak se stal hlavním symbolem královské rodiny v Gondoru.
Zdroj: anglická wikipedie

## Elendilova slova
Když byl Elendil vynesen ze zkázy Númenoru na křídlech bouře a stanul na pobřeží Středozemě, quenijsky pravil:
| „ | Et Eärello Endorenna utúlien. Sinome maruvan ar Hildinyar tenn' Ambar-metta! | “ |

což znamená:
| „ | Z Velkého moře přicházím do Středozemě. Zde budu bydlit já a mí dědicové do skonání světa. | “ |

Tato slova opět vyřkl Aragorn II. Elessar, Elendilův dědic při své korunovaci.

## Narsil
Narsil byl Elendilův meč. Poté, co byl Elendil zabit Sauronem při posledním souboji na svazích Hory osudu, Isildur uťal úlomkem Narsilu Sauronovi Jeden prsten a tím Saurona porazil. Později byl meč znovu zkut jako Andúril, Plamen západu, a používal jej Aragorn.
| Král Arnoru | Král Arnoru | Král Arnoru       |
| ----------- | ----------- | ----------------- |
| Předchůdce: | Elendil     | Nástupce: Isildur |

| Král Gondoru | Král Gondoru | Král Gondoru                          |
| ------------ | ------------ | ------------------------------------- |
| Předchůdce:  | Elendil      | Nástupce: Isildur, Anárion a Meneldil |

## Adaptace
Ve filmu Pán prstenů: Společenstvo prstenu Elendila hraje Peter McKenzie.